# Calliotropis muricata
Calliotropis muricata is een slakkensoort uit de familie van de Eucyclidae. De wetenschappelijke naam van de soort is voor het eerst geldig gepubliceerd in 1908 door Schepman.